# Terlago (famiglia)
I Conti di Terlago erano un'antica famiglia nobile originaria di Trento e successivamente vissuta anche in Austria.

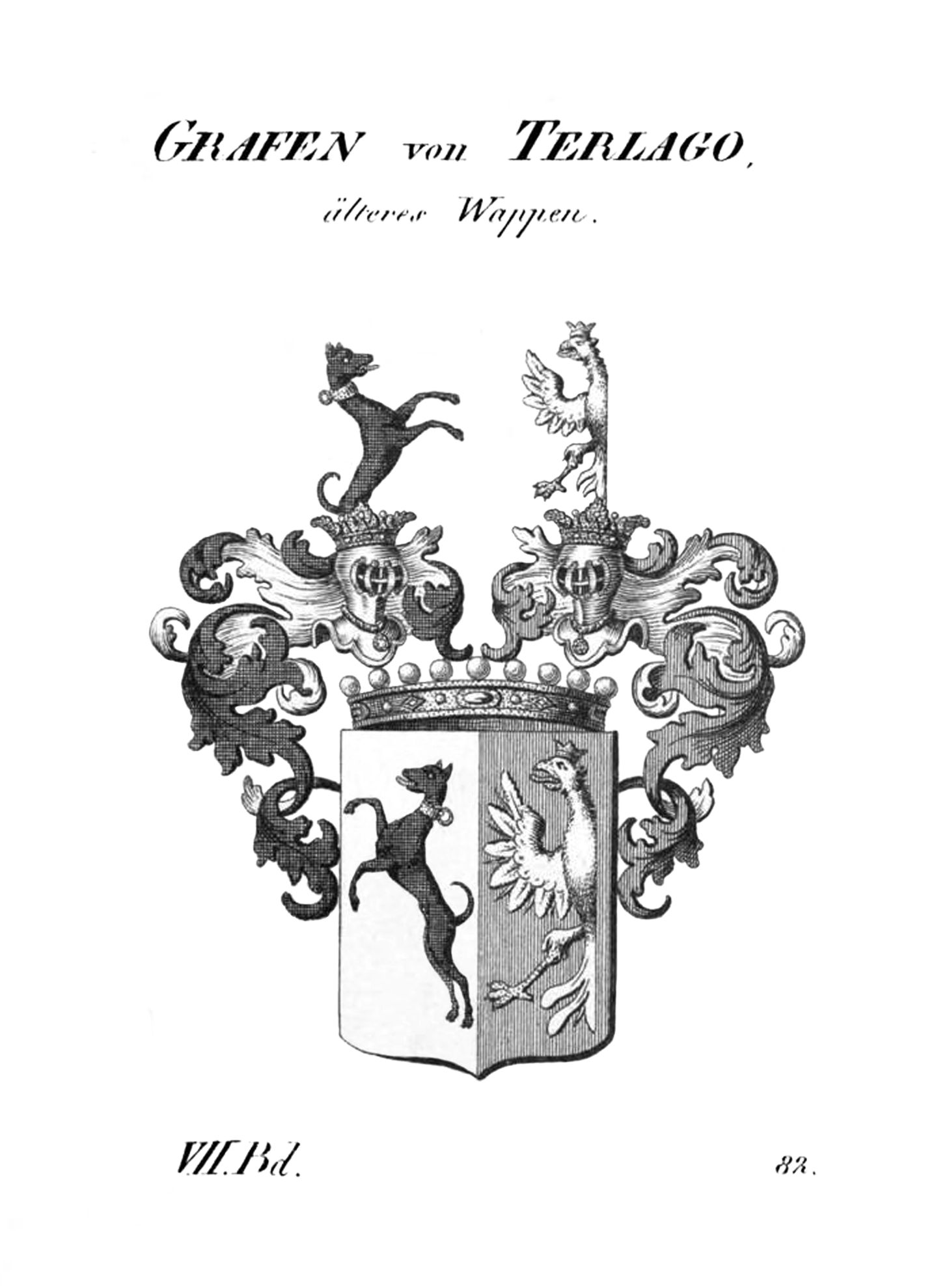
Stemma dei Conti di Terlago

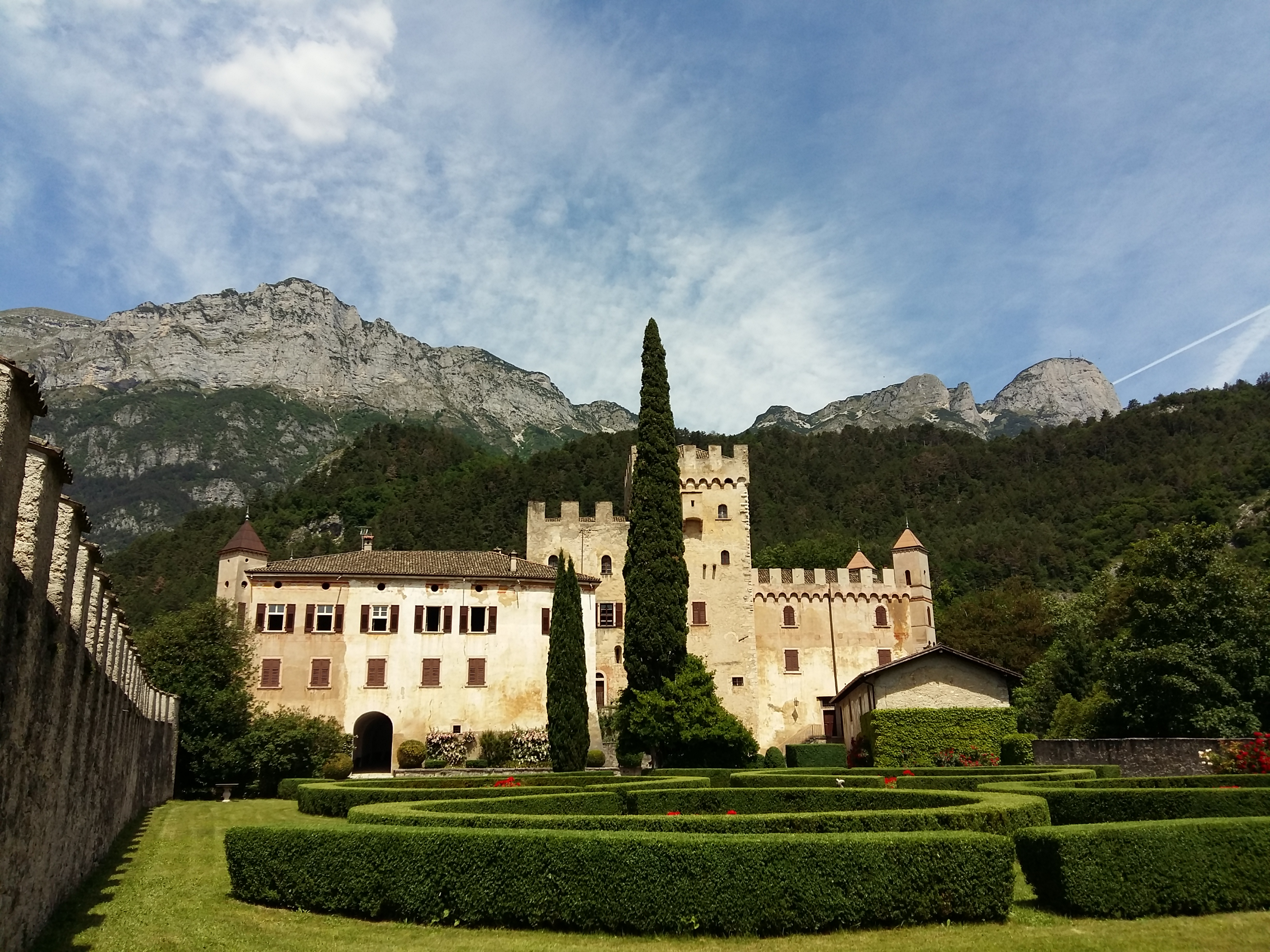
Castel Terlago

## Storia

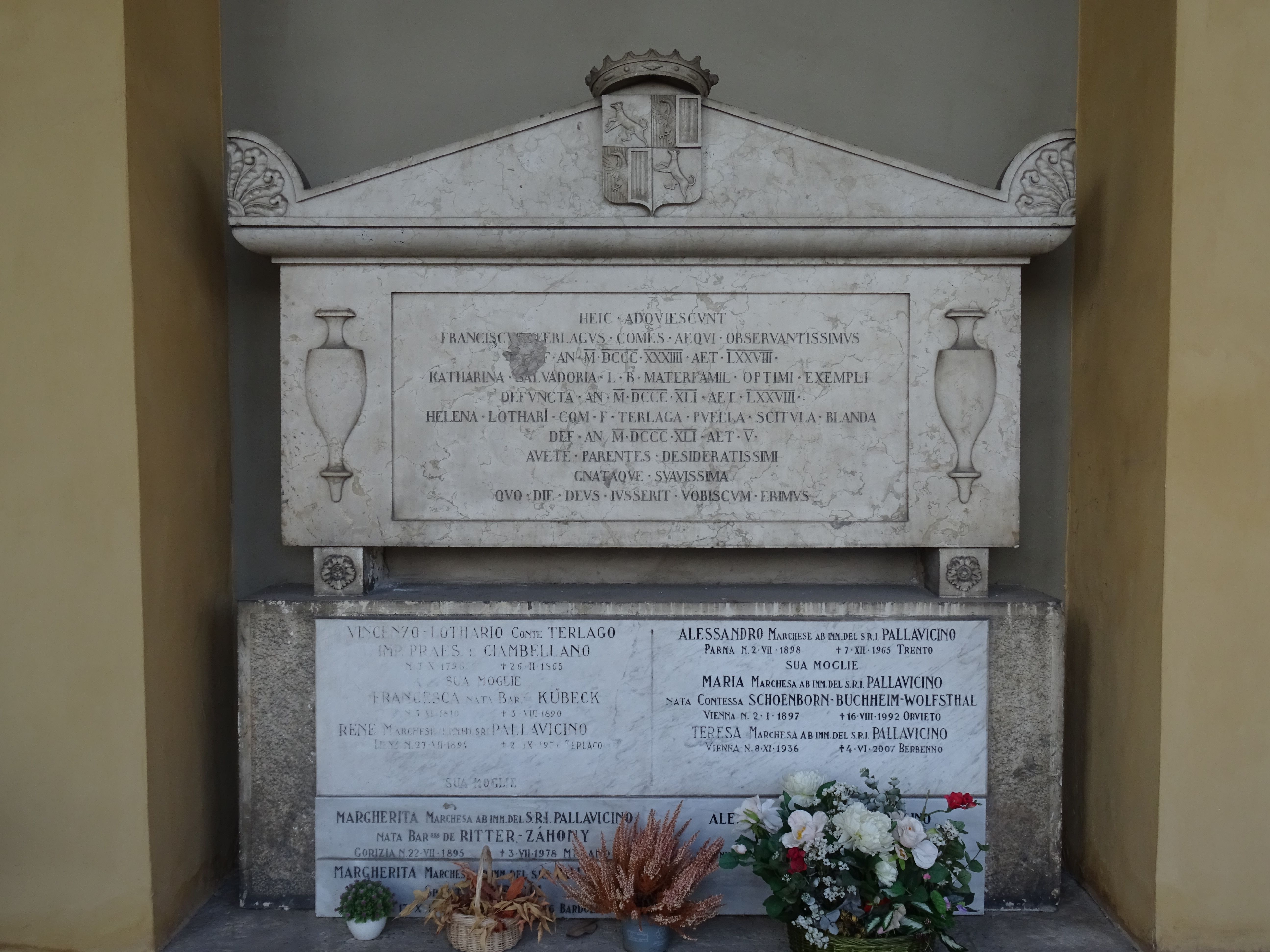
Tomba di famiglia nel cimitero monumentale di Trento

La famiglia Terlago è menzionata per la prima volta in un documento del principe-vescovo di Trento Altemanno (Altmann von Lurngau) del 1124 con il nobile principe di Terlago. Da allora i Terlago si sono presentati come nobili vassalli del vescovado di Trento. Tuttavia, come tutte le famiglie nobili presenti prima del 1500, furono liberate dalla giurisdizione episcopale a seguito di un accordo concluso dall'imperatore Carlo V con il vescovo Bernardo Clesio nel 1523. La loro sede a Terlago si trova pochi chilometri a ovest di Trento, nella Valle dei Laghi, ai piedi della Paganella. La stirpe ininterrotta inizia con Paolo di Terlago, vissuto tra la fine del XIV e l'inizio del XV secolo, e proseguirà fino alla metà del XX secolo.
Con i figli di Franz Terlago, dal suo matrimonio con Cäcilie Cozaffi, Johann Anton Joseph e Vincenz, la casata è divisa in due linee. Antonio di Terlago, poi divenuto nobile per diploma dell'imperatore Sigismondo di Lussemburgo il 5 aprile 1432. Questo imperatore diede anche alla famiglia lo stemma, che forma il campo destro nel loro attuale stemma. Secondo il diploma del 17 ottobre 1433, il campo sinistro proviene da Alessandro di Masovia, Principe-Vescovo di Trento. Pietro II di Terlago ottenne con diploma imperiale a Linz il 7 luglio 1636 il titolo di conte imperiale, che da allora è rimasto ereditario nella famiglia. La famiglia ricevette la conferma dello status di conte imperiale il 25 luglio 1778. 
La famiglia Terlago fu iscritta dal 1508 nell'albo nobiliare della provincia del Tirolo, istituito nel 1361. I Terlago sono imparentati per matrimonio con le più antiche famiglie della regione tirolese, come i Castelletti, Alberti, Cresseri, Lodron, Salvadori, Spaur e Sontheim.

## Esponenti illustri
- Anton Tabarelli de Fatis Terlago (1403-1477), giurista e diplomatico
- Conte Lothar Terlago (1796–1865), Ciambellano Imperiale, Vicepresidente della Luogotenenza Imperiale e Reale del Tirolo e del Vorarlberg, Capitano distrettuale di Rovereto, Commendatore dell'Ordine della Corona ferrea
- Contessa Caroline Terlago (1839-1916), poetessa
- Conte Robert Terlago (1842–1927), signore e agricoltore in Tirolo, membro del Reichsrat
- Conte Franz Terlago (1882-1966), capitano distrettuale di Bludenz

## Stemma
Cane levriere di nero collarinato e di oro a cui è attaccato un sonaglio dello stesso su argento - mezza aquila bicipite di argento uscente da destra coronata di oro su rosso.